# Abonyi utca
Az Abonyi utca Budapest XIV. kerületének egyik mellékutcája. Istvánmező városrészben, a Dózsa György út és a Zichy Géza utca között húzódik. Nevét 1891-ben Abonyi Lajos (1833–1898) íróról kapta.

## Története
1891-ben kapta a nevét Abonyi Lajos (1833–1898) íróról, ekkor a VII. kerülethez tartozott. 1935. június 15-én az újonnan létrehozott XIV. kerület része lett.

### Híres lakói
- Arany Bálint (1901–1987) gépészmérnök, politikus (FKGP) (6.)
- Baumhorn Lipót (1860–1932) építész (27.)
- Márkus Jenő (1879–?) a BSZKRT vezérigazgató-helyettese, író (29.)

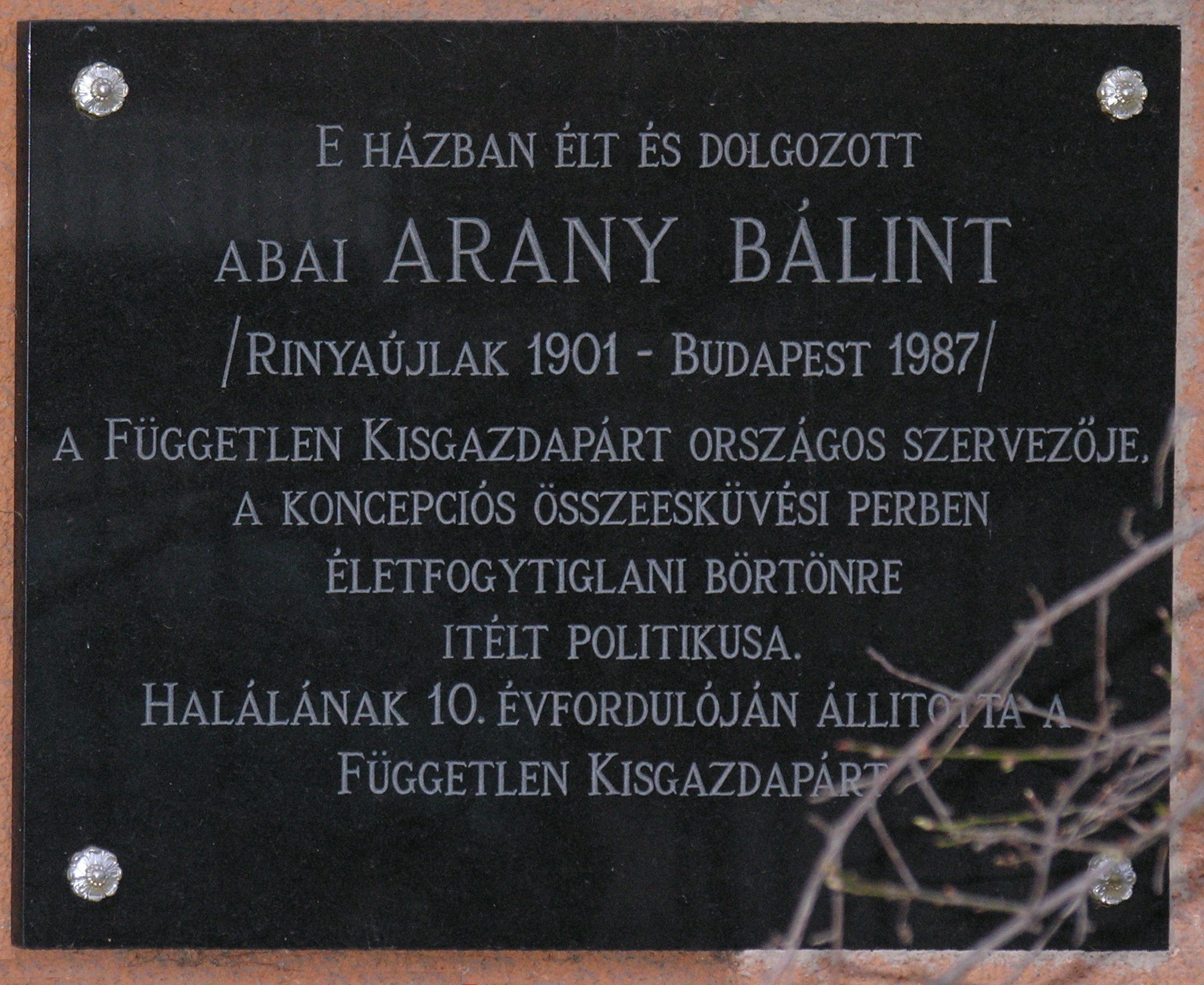

## Épületei
1. – Bérház (Dózsa György út 17.)

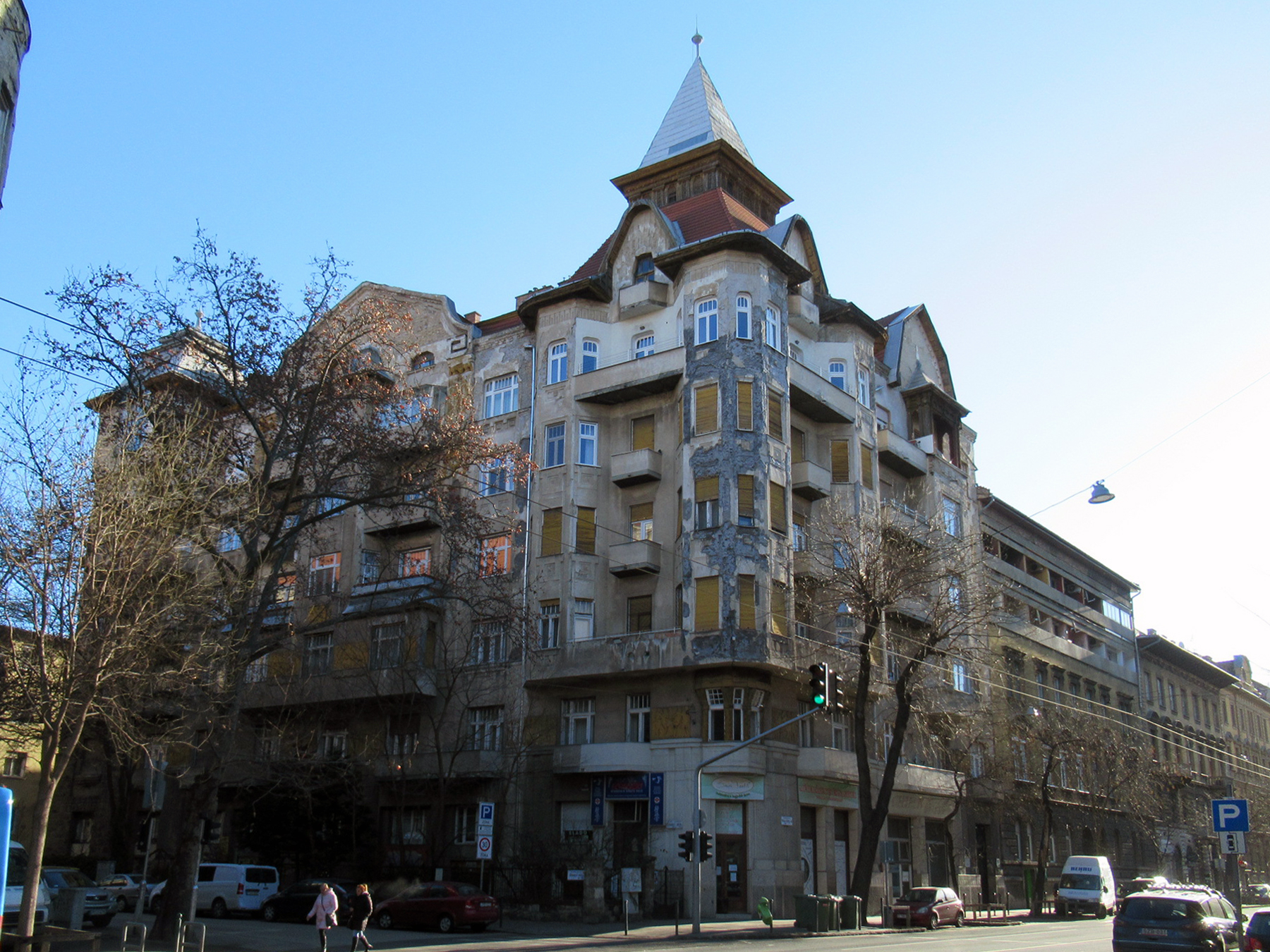
Goldmann-ház (Dózsa György út 17 / Abonyi utca 1)

1910-ben épült Karvaly Gyula tervei szerint Goldmann József megbízásából.
8. – Bérház
Schöntheil Richárd tervezte, "Rákos József úr és neje bérháza, 1928-1929".
14. – Villa
1901-ben épült villa Valescio János számára. 1937-ben az akkori tulajdonos, Gergely Lajos átépíttette.
21. – A Magyarországi Református Egyház Székháza
1908–09-ben épült szecessziós épület Hajós Alfréd tervei alapján a Magyarországi Református Egyház székházának.
25. – Villa
1911-ben épült Bauer Emil és Guttmann Gyula tervei alapján Kornstein Emil részére.
27. – Villa
1910 körül épült villa Baumhorn Lipót (1860–1932) építész tervei szerint a saját maga számára.
29. – Villa
1911-ben épült Wellisch Andor tervei alapján Márkus Jenő (?–?) a BSZKRT vezérigazgató-helyettese számára.
31. – Villa
1897-ben épült Kerekes Antal tervei szerint Huber József sertéskereskedő számára. Későbbi átépítése Gaál Sándor tervei alapján készült.